# Konstantin Khokhlov
Pour les articles homonymes, voir Khokhlov.
Constantin Pavlovitch Khokhlov (en russe : Константин Павлович Хохлов), né le 20 octobre 1885 [1er novembre] à Moscou et mort le 1er janvier 1956  à Leningrad, est un acteur, un metteur en scène et un pédagogue soviétique. Artiste du peuple de l'URSS en 1944.

## Biographie
Konstantin Khokhlov naît à Moscou. En 1908, il est diplômé d'actuelle école supérieure d'art dramatique Mikhaïl Chtchepkine, atelier d'Alexandre Lenski (1847-1908).
En 1911, Konstantin Khokhlov est Horatio dans Hamlet au Théâtre d'art de Moscou, dans une production qui associait Constantin Stanislavski et Edward Gordon Craig.
Khokhlov est directeur artistique du Théâtre Lessia Oukraïnka de 1938 à 1954 et enseigne à l'Université nationale de théâtre, cinéma et télévision à Kiev.
Il décède le 1er janvier 1956 à Léningrad. Il est enterré  dans la parcelle du cimetière Volkovo surnommée la passerelle des écrivains.

## Filmographie sélective
- 1927 : SVD : L’Union pour la grande cause de Grigori Kozintsev et Leonid Trauberg
- 1933 : Le Grand Consolateur (Великий утешитель) de Lev Koulechov : Bill Porter
- 1938 : Le Poète et le Tsar de Moiseï Levine
- 1949 : Tribunal d'honneur (Суд чести) d'Abram Room : président du tribunal